# Petra Kalkutschke
Petra Kalkutschke (* 21. Juli 1961 in Lauchhammer-Ost) ist eine deutsche Schauspielerin.

## Leben
Petra Kalkutschke wuchs in Brieske auf. 1979 begann sie ihr Studium an der Hochschule für Schauspielkunst „Ernst Busch“ Berlin, welches sie 1983 erfolgreich beendete. Von 1983 bis 1986 arbeitete sie im Städtischen Theater Karl-Marx-Stadt in Chemnitz.
1986 übersiedelte sie in die Bundesrepublik. 1987 erhielt sie ein erstes Engagement am Badischen Staatstheater Karlsruhe in einer Inszenierung von Die Wildente (Regie: István Bödy). Es folgten Engagements am Staatstheater Kassel von 1988 bis 1989 und am Schauspielhaus Bochum von 1989 bis 1991. Danach arbeitete Petra Kalkutschke von 1991 bis 2004 am Schauspiel Bonn. Dort spielte sie in mehreren Stücken, wie zum Beispiel in dem Ein-Personen Stück Kleine Zweifel (Regie: Nina Tanneberger), Was ihr wollt (Regie: Niels-Peter Rudolph), Winterballade (Regie: Frank-Patrick Steckel), Die Ratten (Regie: Harald Clemen), Victor  oder die  Kinder an  der Macht (Regie: Frank Hoffmann), Glaube Liebe Hoffnung (Regie: Christina Friedrich), Hase Hase (Regie: Ina-Kathrin Korff), Leonce und Lena (Regie: Beat Fäh), Hamlet (Regie: András Fricsay Kali Son).
Später folgten Engagements am Theater Lübeck, am Landestheater Neuwied, am Theater Der Keller Köln, am Düsseldorfer Schauspielhaus, am Grenzlandtheater Aachen, am Jungen Theater Bonn und an den Wuppertaler Bühnen.
Sie hat eine Tochter und arbeitet als freischaffende Schauspielerin in Bonn.

## Filmografie (Auswahl)
- 1985: Die unwürdige Greisin (Fernsehfilm)
- 1988: Praxis Bülowbogen (Fernsehserie, eine Folge)
- 1995: Verbotene Liebe (Fernsehserie, fünf Folgen)
- 1994, 1999: Die Wache (Fernsehserie, zwei Folgen)
- 2000: Tatort – Die Frau im Zug
- 2003: Aus Liebe zu Deutschland – eine Spendenaffäre (Fernsehfilm)
- 2004, 2009: SOKO Köln (Fernsehserie, zwei Folgen)
- 2005: Pastewka
- 2008: Die Treue-Testerin – Spezialauftrag Liebe
- 2011: Murat B. – Verloren in Deutschland
- 2012: Tatort – Hinkebein
- 2014: Stille Nächte
- 2015: Ellerbeck (Fernsehserie)
- 2016: Herzensbrecher – Vater von vier Söhnen (Fernsehserie, Folge Nicht schuldig)
- 2018: Wilsberg – Mörderische Rendite
- 2018: Die Füchsin – Spur in die Vergangenheit
- 2021: Fabian oder Der Gang vor die Hunde
- 2023: In aller Freundschaft – Die jungen Ärzte (Fernsehserie, Folge Feuer und Flamme)
- 2024: Mord mit Aussicht (Fernsehserie, Folge Mörderspiel)[3]
- 2024: Tatort: Schweigen

## Auszeichnungen
1988 wurde sie zur besten Nachwuchsschauspielerin des Landes Hessen ernannt.